# 栗原成郎
栗原 成郎（くりはら しげお、1934年2月21日 - ）は、ロシア文学者、東京大学名誉教授。博士（文学）（東京大学、2005年）（学位論文「ロシア俚諺語法の研究」）。

## 人物
東京市目黒区）生まれ。1958年東京教育大学言語学科卒。1961年同大学院文学研究科修士課程修了。非常勤講師の木村彰一に学び、1962－1964年カリフォルニア大学バークレー校大学院スラヴ語スラヴ文学科留学。1966年東京大学教養学部専任講師、1975年文学部露文科助教授、のち教授、1992年北海道大学教授。1997年から2007年まで創価大学教授。ロシアのほか、ユーゴスラビア文学も翻訳している。

## 著書
- 『スラヴ吸血鬼伝説考』河出書房新社, 1980　「吸血鬼伝説」文庫
- 『スラヴのことわざ』ナウカ, 1989
- 『ロシア民俗夜話 忘れられた古き神々を求めて』丸善ライブラリー, 1996
- 『ロシア異界幻想』岩波新書, 2002
- 『諺で読み解くロシアの人と社会』東洋書店, 2007

### 翻訳
- 『ノーベル賞文学全集 13 イヴォ・アンドリッチ』主婦の友社, 1972
- 『プーシキン全集 3』河出書房新社, 1972
- D.バーグ,G.ファイファー『ソルジェニツィン伝』村手義治共訳 河出書房新社, 1976
- 『ユーゴスラビアの民話 1』田中一生共訳編 恒文社, 1980
- イヴォ・アンドリッチ『呪われた中庭』恒文社, 1983
- アーロン・グレーヴィチ『中世文化のカテゴリー』川端香男里共訳 岩波書店, 1992
- イヴァーナ・ブルリッチ＝マジュラニッチ『昔々の昔から』松籟社, 2010
- アントーニイ・ポゴレーリスキイ『分身　あるいはわが小ロシアの夕べ』群像社, 2013
- イヴォ・アンドリッチ『宰相の象の物語』松籟社, 2018
- ラーザ・ラザーレヴィチ『ドイツの歌姫　他五篇』幻戯書房〈ルリユール叢書〉, 2023